# 夏花的轨迹
《夏花的轨迹——A summer promise to forever》，简称《夏花的轨迹》，是由中国大陆的SoraPrayer制作组开发的一款文字冒险美少女游戏——即视觉小说。这款游戏在2017年8月15日登上Steam游戏平台。游戏界面和内容支持简体中文、繁体中文和英文，游戏角色有普通话配音。此游戏是农村恋爱题材，剧情围绕着高中生林家俊因受父亲吩咐到棠下村考察当地学校后而发生的一系列事情展开。

## 游戏角色
林家俊
玩家所扮演的角色，是在城市里生活的高中生，因为受到身为民办学校校长的父亲的吩咐而前往棠下村调查当地的学校。在为期一个月的调查中，他居住在棠下村并在当地学校上学。随着一段时间的生活，他发现这个村庄的人有着浓厚的封建观念，如重男轻女、冥婚等，也存在着拐卖儿童、人口贩卖等违法现象。而他也发现，女主角之一的陈茵琳其实是他幼时的玩伴。
陈茵琳/许月婷（配音：闲踏梧桐）
女主角之一，原名许月婷，是林家俊的青梅竹马，小时候林家俊搬家后与其约定今后要相见。但是后来她被拐卖到棠下村当童养媳，同时改名为陈茵琳，期间受到虐待。后来其养父养母一家出车祸身亡，吴宇凡劝阻要把她赶出村子的村民并在自己家附近给她建了房子。在林家俊第一天来到棠下村并说出自己的名字时，陈茵琳就认出了他是自己等了十年的人。
吴婉雪（配音：浮生）
女主角之一，农家少女，性格较为高冷，是吴宇凡的女儿，梦想成为一名画家，其母亲因被奶奶强行注射流产针而死亡。
陈建成（配音：夜光）
棠下村学校校长的儿子，被父亲吩咐要特别照顾林家俊。思想进步，因和林家俊一样反感家长的某些行为而一拍即合成为朋友。
吴宇凡（配音：喵小繁）
被晚辈们称为吴伯伯，吴婉雪的父亲，虽略带有封建思想，但为人很好，经常帮助邻居，同时也为没能保护好婉雪的母亲而感到自责，一直想为婉雪找个好丈夫以让婉雪幸福，后来决定支持婉雪实现自己的梦想。

## 故事情节
故事设定在中国大陆的一个名为棠下村的山村，原本在城市居住的林家俊受父亲之托到棠下村考察当地学校并汇报情况给他父亲，因为他父亲有意收购当地的学校。随后，他发现喜欢画画的吴婉雪想成为一名画家，但她的父亲吴宇凡却认为女孩子应该找个好丈夫出嫁，才能有好未来。林家俊鼓励吴婉雪要勇于追求自己的梦想。受到鼓舞的吴婉雪向父亲表明了自己的梦想，却被父亲训斥，伤心的她离家出走，寄居在林家俊家中。林家俊在询问其他人对吴宇凡为人的看法，得到的结果都是正面评价，困惑的林家俊一天跟踪吴宇凡来到了村里的墓地，听到吴宇凡自言自语后了解到吴宇凡内心也很矛盾，一同跟踪而来的吴婉雪也开始理解她父亲的真实想法，父女於是和好如初。几天后，学校举行家长会，林家俊从其他同学口中了解到陈茵琳父母双亡，此时陈茵琳也因此离家出走。陈建成把陈茵琳的身世告诉了林家俊。林家俊找了一天找不到陈茵琳，晚上突然想起陈茵琳是自己的儿时玩伴，并在一片薰衣草地找到了她，兑现了十年前的约定。

## 游戏玩法
《夏花的轨迹》作为视觉小说，其玩法跟大多数视觉小说类似。玩家通过点击游戏界面来阅读文字以了解剧情。游戏中会出现有选项供玩家选择，根据玩家选择的不同，会进入不同的剧情线路，从而达成不同的游戏结局。游戏共有四个结局，其中有两个结局是以陈茵琳为女主角，好坏结局各一个，还有一个结局是以吴婉雪为女主角，最后一个结局是普通结局，即男主角完成考察后直接回家，没有跟任何一个女主角确立恋爱关系。
《夏花的轨迹》游戏本体是全年龄版本，但制作者提供了可以解锁色情剧情的补丁。玩家安装补丁后可以在鉴赏模式中进入色情剧情。

## 制作与发行
此游戏是SoraPrayer的第四部作品，使用的游戏引擎是吉里吉里的kag3ex2版本。2016年11月15日，作者在官方网站上推出免费的试玩版以及操作系统主题。游戏制作完成后，2017年4月30日作者发行了实体版。2017年8月15日，作品登上Steam平台。
游戏中故事发生的地点棠下村，在现实中有同名村落，即中华人民共和国广东省广州市天河区棠下村，但游戏中的CG图取景并不是在现实中的棠下村。CG图的取景分布在不同地点，有些是作者从互联网上搜索而得的，如美国麻薩諸塞州瓦尔登湖畔的一间小木屋和北京的普罗旺斯薰衣草主题花园；有些是作者亲自去考察的，如游戏中出现的学校教室取景于作者所就读的广东工业大学龙洞校区，山路和湖泊取景于学校后山的一个小村庄。
游戏主题曲为《夏光Promise》，由紫御_幽幽作词、shym作曲、千肆璎珞演唱，紫御_幽幽为歌曲制作音樂錄影帶（PV）。

游戏截图

对应的取景地
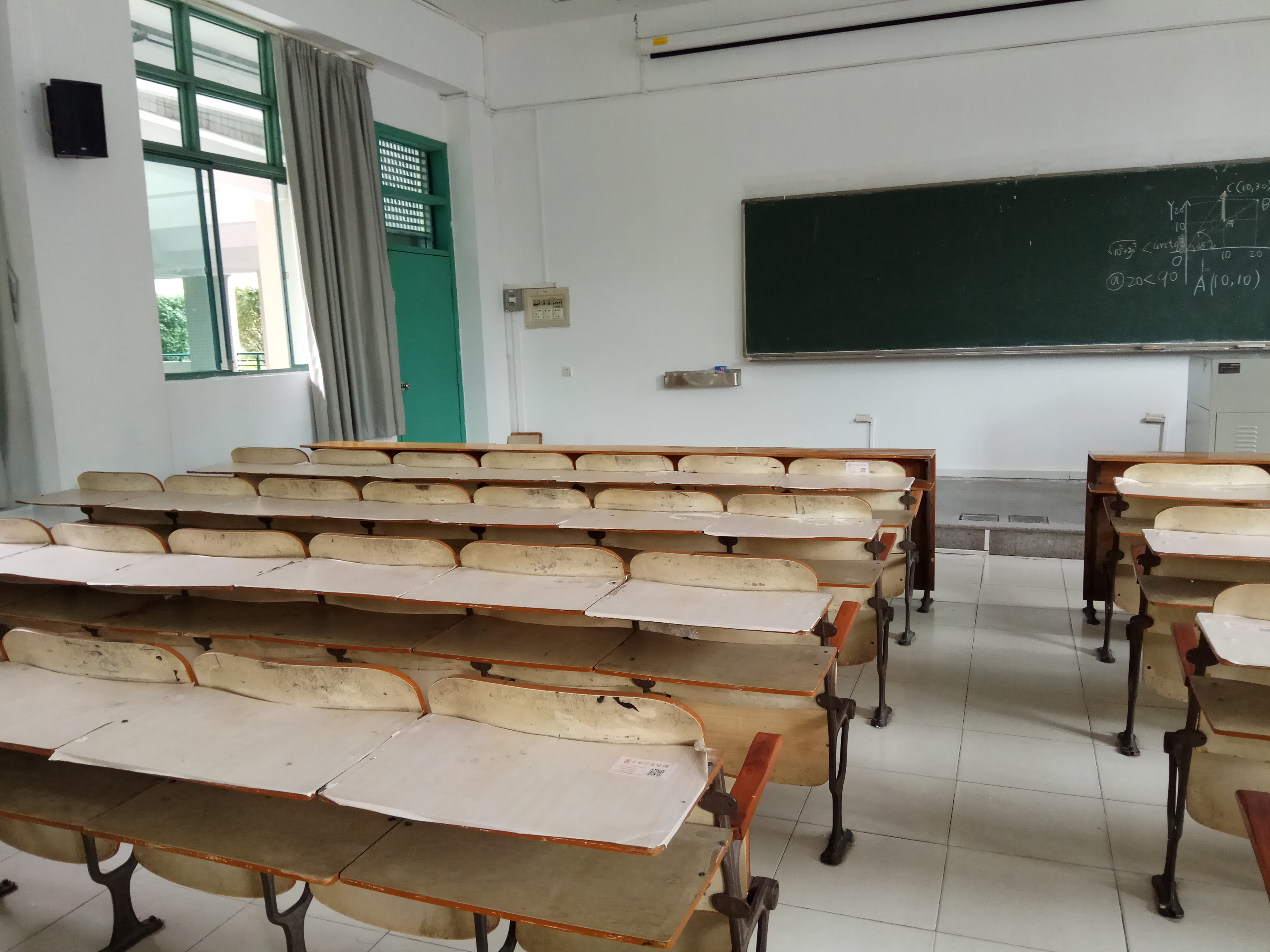
广东工业大学龙洞校区教学楼103教室，游戏的取景地之一，在游戏中是棠下村学校的教室。
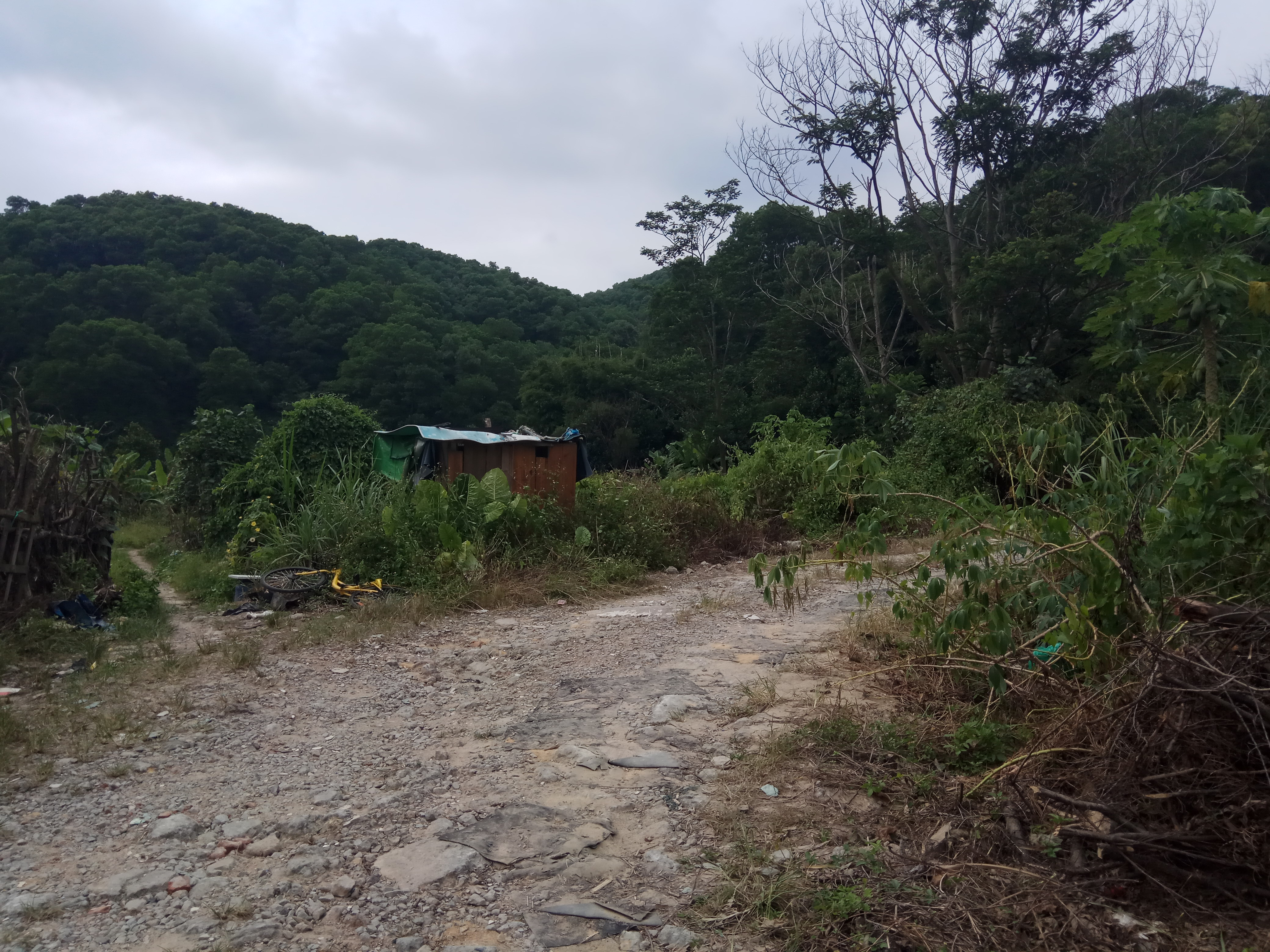
广东工业大学龙洞校区后山的一个小山村的村路，游戏的取景地之一，在游戏中是棠下村的入口。
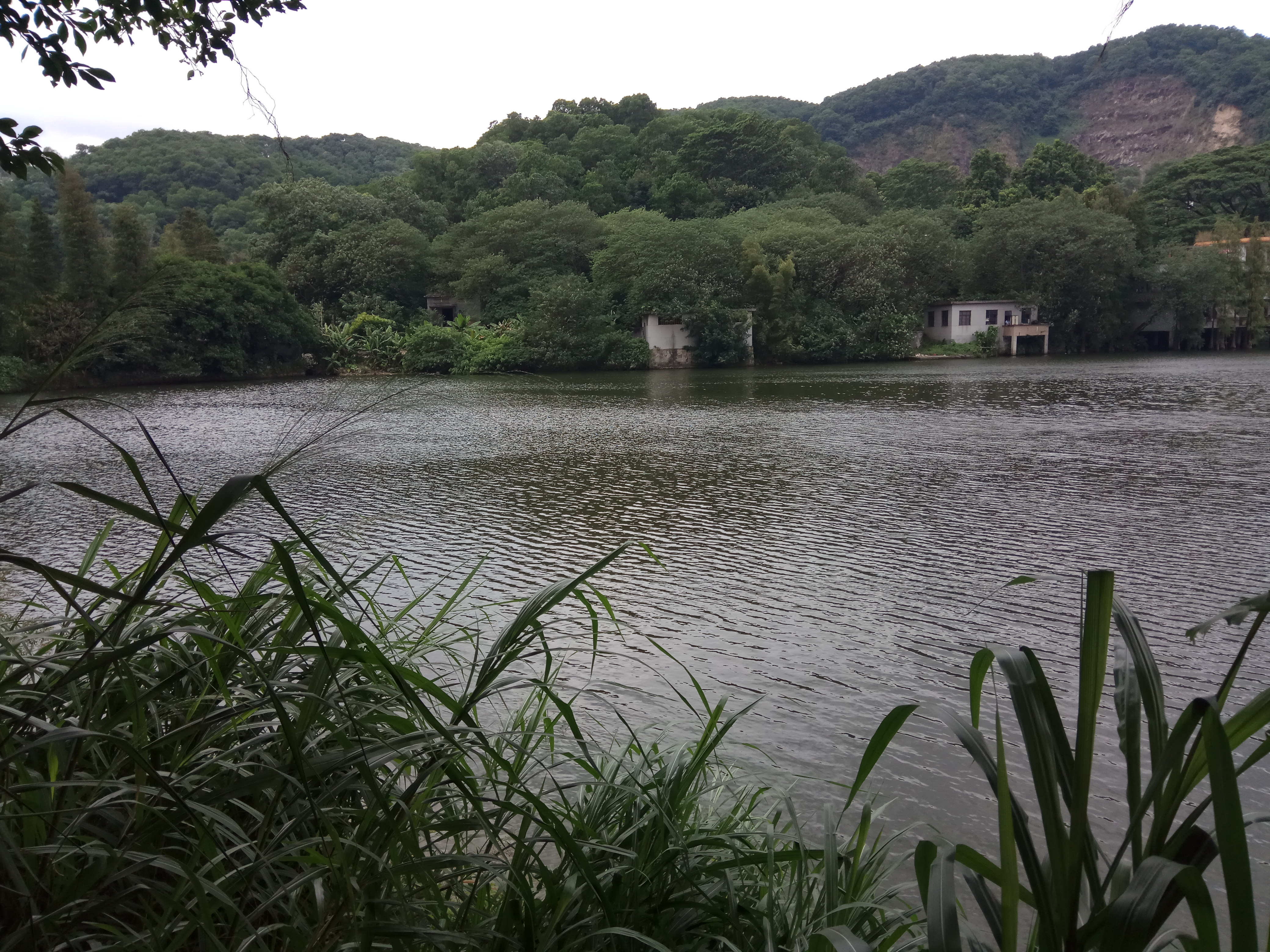
广东工业大学龙洞校区后山的一个池塘，游戏的取景地之一，在游戏中是棠下村里林家俊和陈茵琳一起钓鱼的地方。

## 评价
该游戏虽然是以农村为题材，但是有玩家指出，个别设定跟农村差别较大，如校服是欧美、日本风格的以及女主角吴婉雪穿裙子插秧等设定。